# Cannae

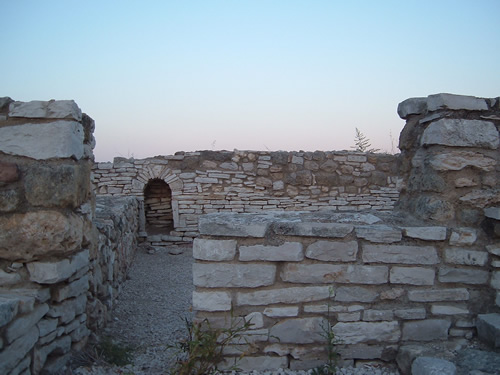
Tàn dư của Cannae.

Cannae là một làng cổ xưa của Apulia khu vực phía đông nam Italia. Đó là một frazione (đơn vị cấp dưới) của đô thị Barletta.

## Địa lý
Nó nằm ở gần sông Aufidus (mod. Ofanto), trên một ngọn đồi bên phải bờ sông, cách 9,6 km (6 dặm) tây nam từ miệng của nó, và 9 km Tây Nam từ Barletta.

## Lịch sử
Được biết đến là chủ yếu do Trận Cannae, trong đó khoảng 80000 quân Roma bị đánh bại bởi một vị tướng người Carthage là Hannibal vào năm 215 TCN (xem Chiến tranh Punic). Có sự tranh luận rằng cuộc chiến đã diễn ra bên phải hoặc bên trái của con sông Aufidus.
Trong thời gian sau đó đã trở thành một  municipium, nhưng vẫn không là một nơi quan trọng với La Mã.Một thị trấn vẫn còn tồn tại trên các ngọn đồi được gọi là Monte di Canne. Thời Trung Cổ nó đã trở thành một bishopric,nó lại nổi tiếng trong trận chiến Cannae lần hai(1018). Cuối cùng thị trấn bị tiêu hủy năm 1276.